# Oncaea notopus
Oncaea notopus är en kräftdjursart som beskrevs av Giesbrecht 1891. Oncaea notopus ingår i släktet Oncaea och familjen Oncaeidae. Inga underarter finns listade i Catalogue of Life.